# Daviesia abnormis
Daviesia abnormis är en ärtväxtart som beskrevs av Ferdinand von Mueller. Daviesia abnormis ingår i släktet Daviesia, och familjen ärtväxter. Inga underarter finns listade i Catalogue of Life.